# Owen Stanley

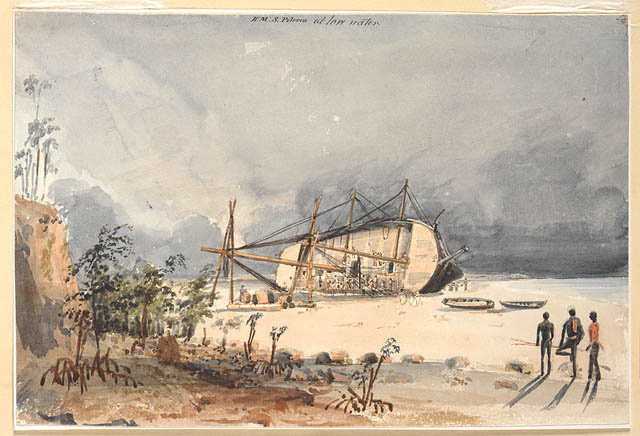
HMS Pelorus na mieliźnie. Obraz Owena Stanleya z 1840

Owen Stanley (ur. 1811, zm. 1850) – brytyjski żeglarz i odkrywca. 
Urodził się 13 czerwca 1811. Wywodził się z rodziny duchownych. Był najstarszym synem Edwarda Stanleya, biskupa Norwich i  Catherine, córki Oswalda Leicestera, rektora w Stoke w hrabstwie Shropshire. W 1824 rozpoczął naukę w Royal Naval College. W 1826, w wieku zaledwie 15 lat, jako ochotnik zaczął służbę w marynarce na fregacie "Druid". Pływał na wielu jednostkach, między innymi po Morzu Śródziemnym, gdzie brał udział w rejsach po archipelagu greckim. W latach 1836–1837 uczestniczył w badawczej ekspedycji polarnej poświęconej obserwacjom astronomicznym i magnetycznym. W 1839 został awansowany na stopień commandera. W latach 1847–1859 był dowódcą HMS "Rattlesnake" i odbywał podróże do Nowej Gwinei i Wielkiej Rafy Koralowej. 
Był także malarzem. Akwarelami dokumentował swoje obserwacje, poczynione podczas rejsów po półkuli południowej.
Na cześć żeglarza zostały nazwane Góry Owena Stanleya na Papui-Nowej Gwinei.